# Hornachos
Hornachos – gmina w Hiszpanii, w prowincji Badajoz, w Estramadurze, o powierzchni 295,94 km². W 2011 roku gmina liczyła 3812 mieszkańców.